# Getskägg
Den här artikeln handlar om skäggstilen. Se stagg för växten.

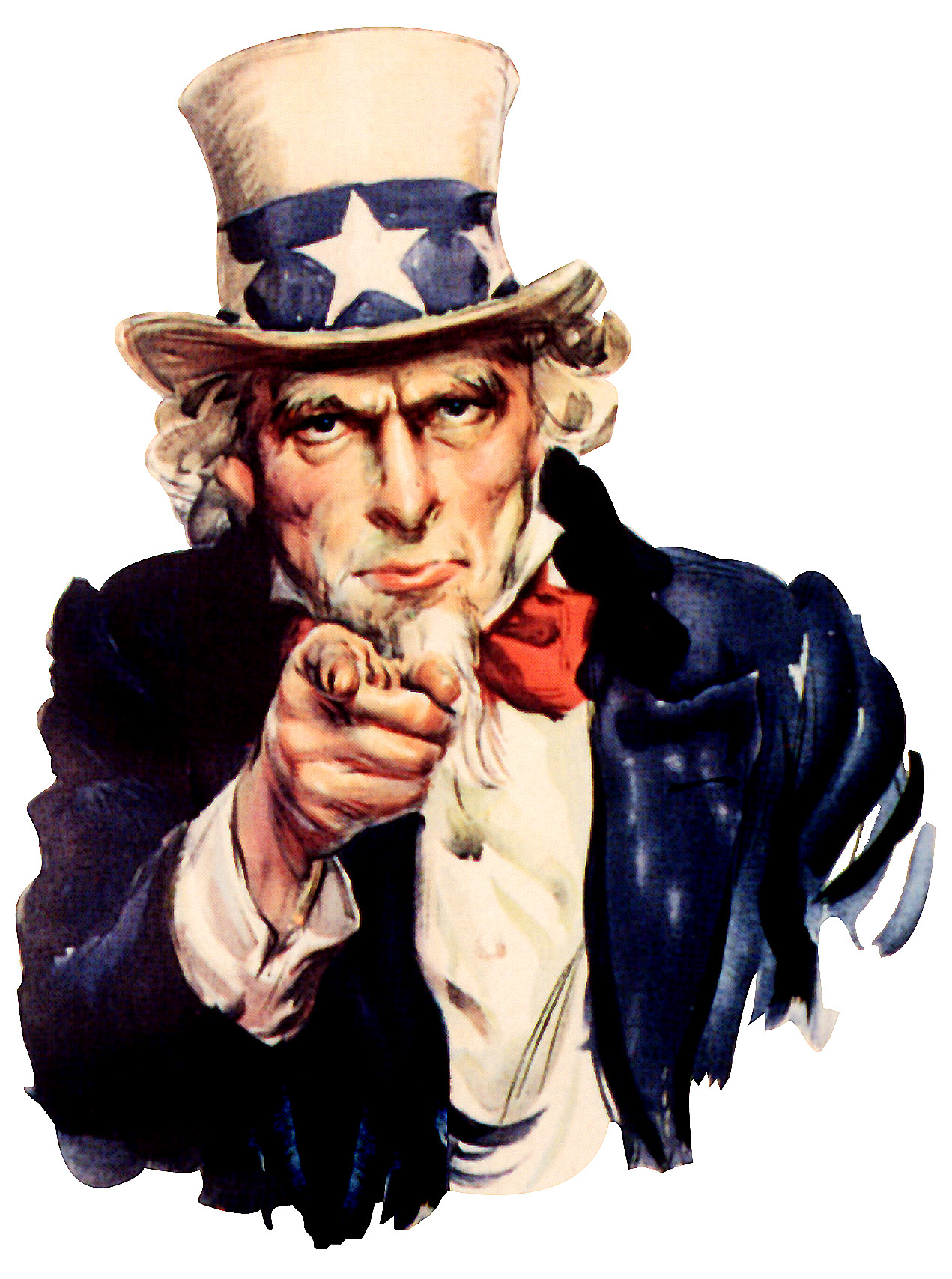
Uncle Sam med getskägg.

Ett Getskägg eller bockskägg är ett skägg som framför allt växer på hakan, på ett sätt som påminner om en gets skägg.
Djävulen, moai-statyerna på Påskön, och USA:s nationspersonifikation Uncle Sam brukar ha getskägg.
Några kända män som burit getskägg är den nederländske sjöofficeren Dorus Rijkers och den engelske legosoldaten Guy Fawkes.